# Dnotify

dnotify는 리눅스 커널에 들어간 일종의 파일 시스템 이벤트 모니터이다. fcntl 시스템 콜의 한 부수적인 기능이었다. 리눅스 2.4 커널 시리즈에서 도입되었다.. dnotify는 후에 inotify에 의해 대체되었다. 하지만, 하위 호환성 유지를 이유로 계속 남아 있을 전망이다.

## 같이 보기
- File alteration monitor
- Gamin
- 리눅스 커널 소스 트리의 Documentation/dnotify.txt 파일.